# Euhesma ridens
Euhesma ridens är en biart som först beskrevs av Cockerell 1913.  Euhesma ridens ingår i släktet Euhesma och familjen korttungebin. Inga underarter finns listade i Catalogue of Life.

## Bildgalleri

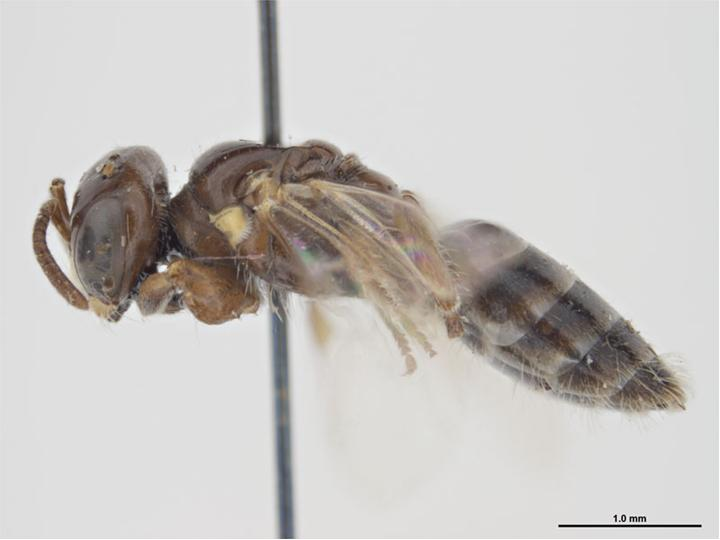